# Prothoe
Prothoe es un género de lepidópteros de la familia  Nymphalidae. Dos de las tres especies son originarias del oeste y centro de Melanesia, pero la especie más distribuida, P. franck, se encuentra en gran parte del  sudeste de Asia y llega hasta Assam en la India.

## Especies
Comprende las siguientes especies:
- Prothoe australis (Guérin-Méneville, [1831])
- Prothoe ribbei Rothschild, 1895
- Prothoe franck (Godart, [1824])